# سيدني ميلر
سيدني ميلر (بالإنجليزية: Sidney Miller)‏ هو كاتب أغاني وكاتب سيناريو ومخرج وممثل أمريكي، ولد في 22 أكتوبر 1916 في الولايات المتحدة، وتوفي في 10 يناير 2004 بلوس أنجلوس في الولايات المتحدة.

## أعمال

### أفلام
- (1938) مدينة الصبيان
- (1972) كل شيء أردت معرفته عن الجنس

## وصلات خارجية
- سيدني ميلر على موقع IMDb (الإنجليزية)
- سيدني ميلر على موقع ألو سيني (الفرنسية)
- سيدني ميلر على موقع ميوزك برينز (الإنجليزية)
- سيدني ميلر على موقع أول موفي (الإنجليزية)
- سيدني ميلر على موقع قاعدة بيانات الأفلام السويدية (السويدية)
- سيدني ميلر على موقع قاعدة بيانات الفيلم (الإنجليزية)
- سيدني ميلر على موقع كينوبويسك (الروسية)